# محوطه برافتو
محوطه برافتو مربوط به دوره اشکانیان است و در شهرستان خرم‌آباد، بخش پاپی، دهستان کشور، ۷۰ متری جنوب غرب روستای تیان واقع شده و این اثر در تاریخ ۲۸ اسفند ۱۳۸۵ با شمارهٔ ثبت ۱۸۶۰۹ به‌عنوان یکی از آثار ملی ایران به ثبت رسیده است.